# Gustav Rienäcker
Gustav Rienäcker (* 16. August 1861 in Blankenburg (Harz); † 13. Juli 1935 in München; vollständiger Name: Gustav Wilhelm Ferdinand Rienäcker) war ein deutscher Maler und Hochschullehrer.

## Leben
Rienäcker war der Sohn von Johann Andreas Leopold August Rienäcker und dessen Ehefrau Johanna Wilhelmine Luise Rienäcker geborene Bitterling. Er studierte an der Kunstakademie Düsseldorf (1882–1884), der Artesis Hogeschool Antwerpen und der Académie royale des Beaux-Arts de Bruxelles. In Düsseldorf waren Heinrich Lauenstein, Hugo Crola und Adolf Schill seine Lehrer.
Im Mai 1887 heiratete er in Gütersloh Emma Overlack (* 1862). 1888 ist ein Wohnsitz im Haus Crefelder Straße 109 in Mönchengladbach nachgewiesen. Rienäcker lebte Ende des 19. Jahrhunderts in München, wo ein Wohnsitz im Haus Adalbertstraße 70 a nachgewiesen ist. Er lehrte an der Münchner Kunstakademie Malerei. Einer seiner Schüler war Philipp Graf.
Rienäcker war ein anerkannter Porträtmaler, der zum Hofporträtmaler ernannt wurde, malte aber auch Landschaftsdarstellungen und Stillleben. Er stellte mehrfach im Münchner Glaspalast aus (1904, 1906, 1907, 1908, 1909, 1911 und 1929). Einige seiner Gemälde befinden sich in öffentlichen Sammlungen.

## Werke (Auswahl)

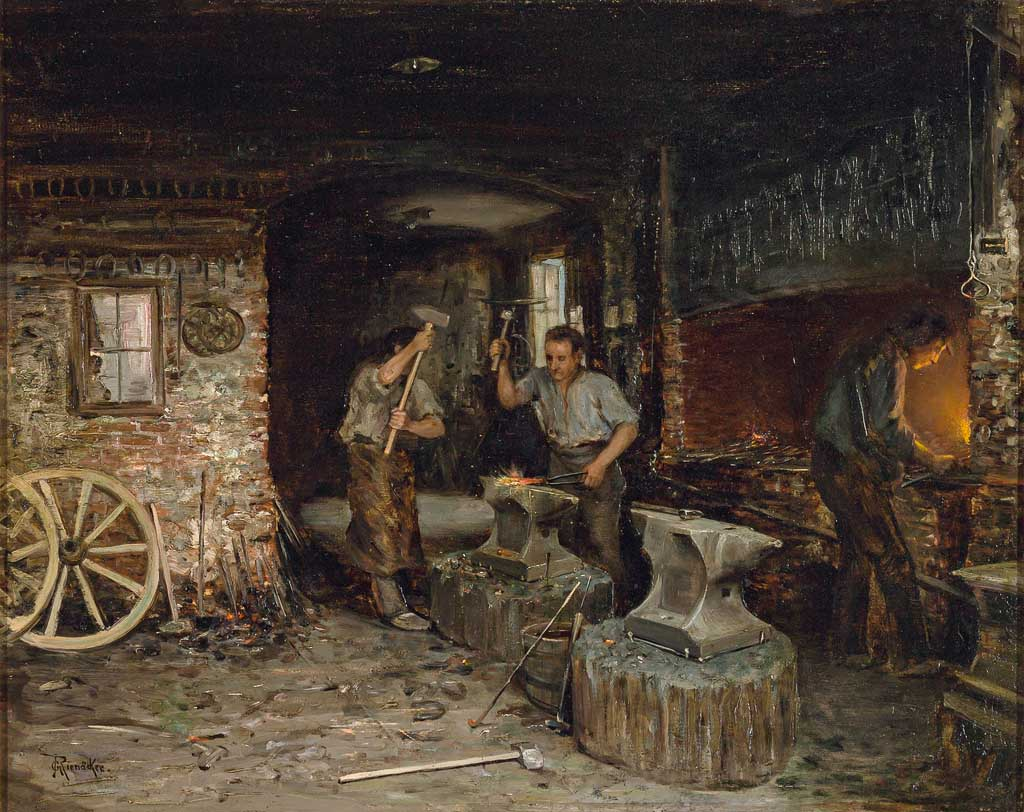
Blick in die Schmiede (1890)
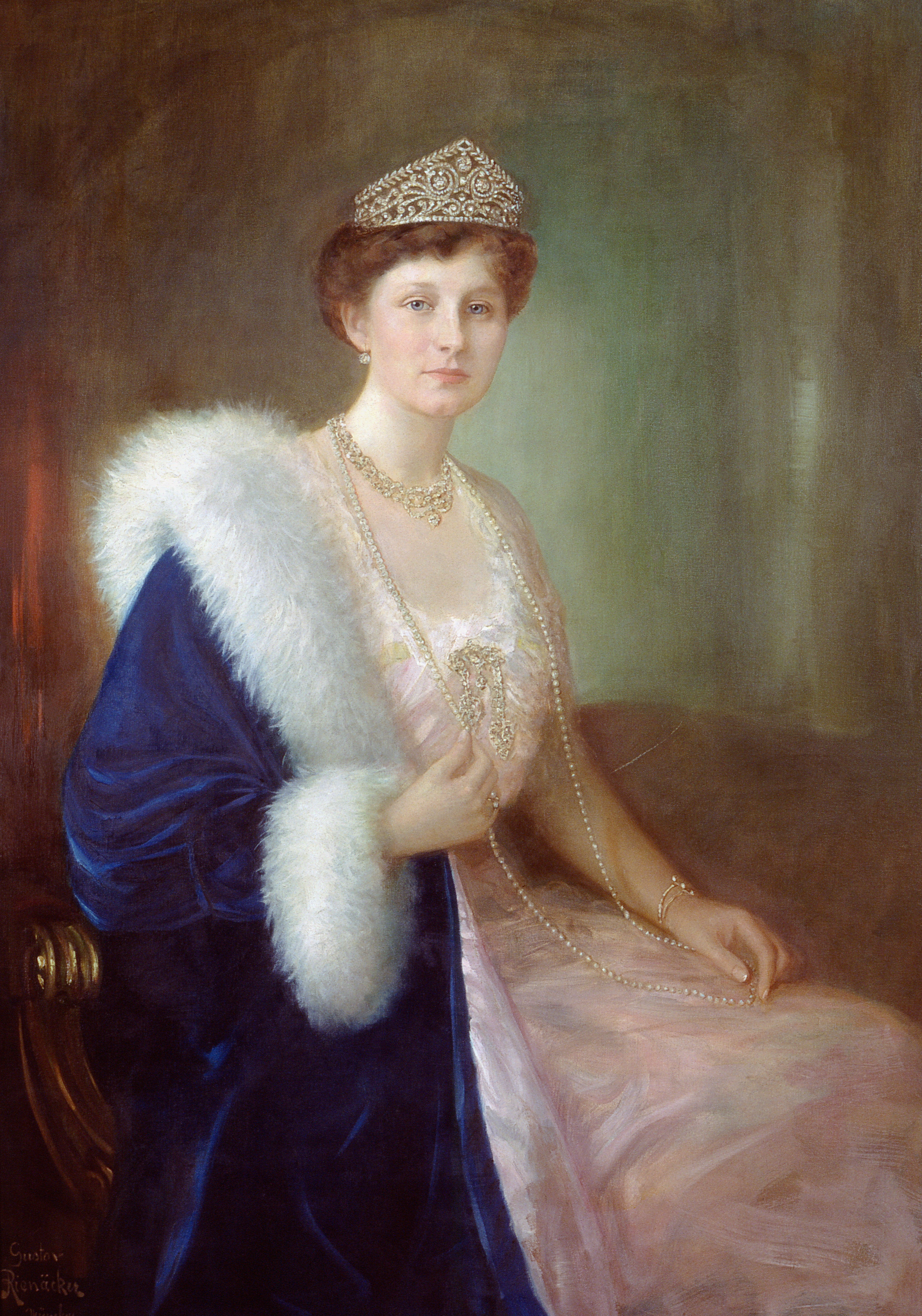
Viktoria Luise von Preußen (1913)
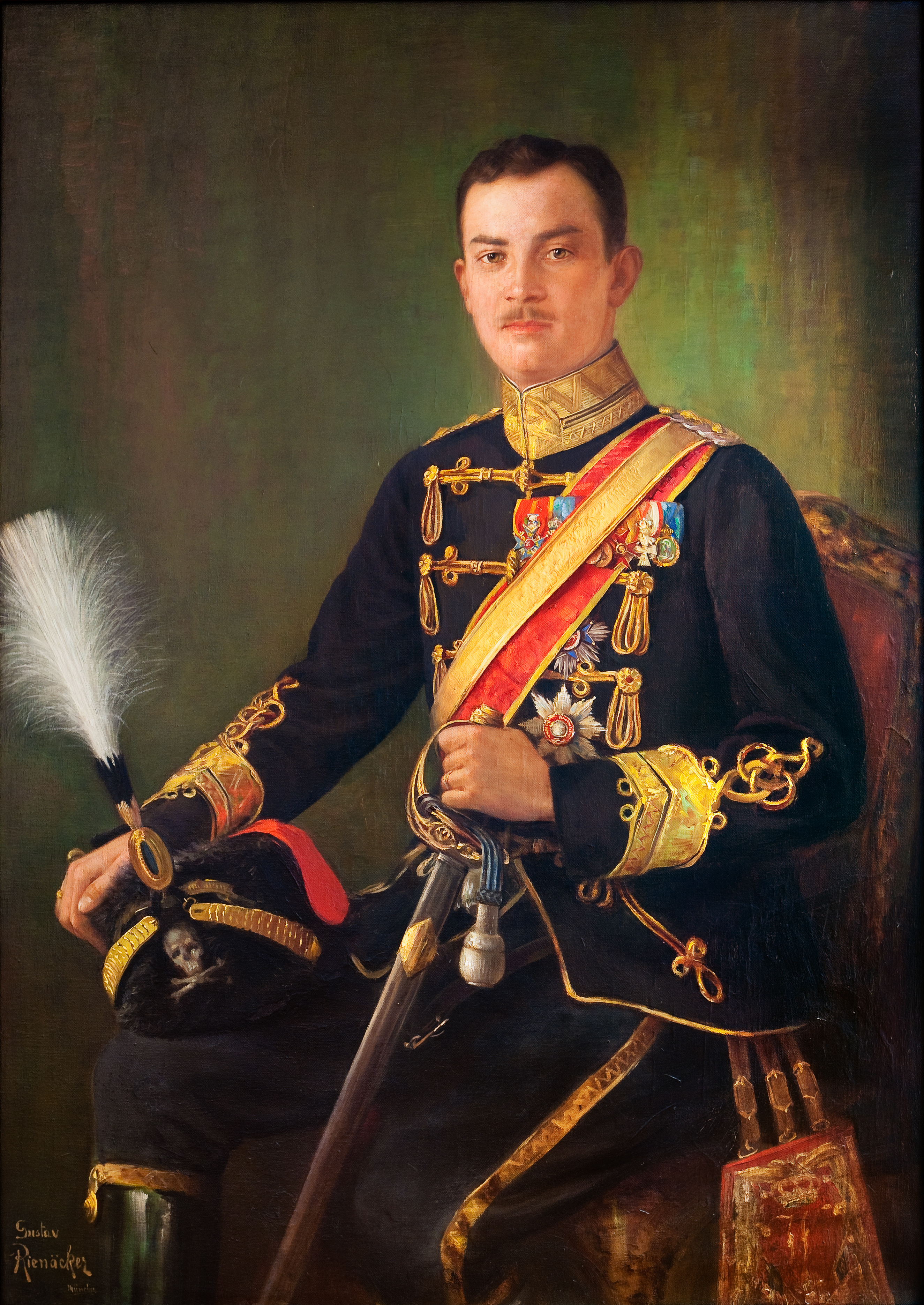
Herzog Ernst August zu Braunschweig und Lüneburg (1916)